# Altos de Pipe (Miranda)
Altos de Pipe es una montaña ubicada a 4 km de la ciudad de San Antonio de los Altos, estado Miranda en Venezuela, y forma parte de una serie de cerros y colinas conocidos como los Altos Mirandinos en la Cordillera de la Costa. Aparentemente su nombre hace alusión a la paloma Pipe o Pipa (Leptotila rufaxilla). En este lugar se encuentra la sede del Instituto Venezolano de Investigaciones Científicas (IVIC). 
La vegetación que se extiende por encima de los 1000 m s. n. m. representa uno de los pocos fragmentos relativamente bien conservado de bosque nublado que se encuentra en la zona protectora de Caracas. En él se encuentran especies endémicas y amenazadas como el Nogal de Caracas y el escarabajo coprófago Canthonella gomezi.